# Cyphelle
Taxons concernés
Dans l'ordre des Agaricales
- famille des Cyphellaceae :
  - genre Cyphella ;
- famille des Marasmiaceae :
  - genre Calathella ;
- famille des Niaceae :
  - genre Flagelloscypha ;
- famille des Schizophyllaceae :
  - genre Henningsomyces ;
  - genre Rectipilus.modifier

Cyphelle est un nom vulgaire, issu du genre latin Cyphella, qui désignait un regroupement taxinomique  caduc de champignons basidiomycètes de l'ordre des Agaricales. On parle désormais de morphologie cyphelloïde pour décrire la forme des sporophores obtenue par plusieurs lignées évolutives distinctes. Plusieurs espèces conservent néanmoins un nom normalisé formé à partir du terme « cyphelle », bien qu'elles ne soient pas apparentées entre elles.
En mycologie et en lichénologie, une cyphelle désigne aussi une petite dépression cortiquée, en forme de coupe, à la face inférieure d'un organe ou organisme.

## Liste alphabétique
- Cyphelle blanche – Henningsomyces candidus[2]
- Cyphelle chenille – Calathella eruciformis[2]
- Cyphelle de David – Rectipilus davidii[2]
- Cyphelle minuscule – Flagelloscypha minutissima[2]
- Cyphelle pubère – Henningsomyces puber[2]